# Flughafen Skagway

i7
i11
i13

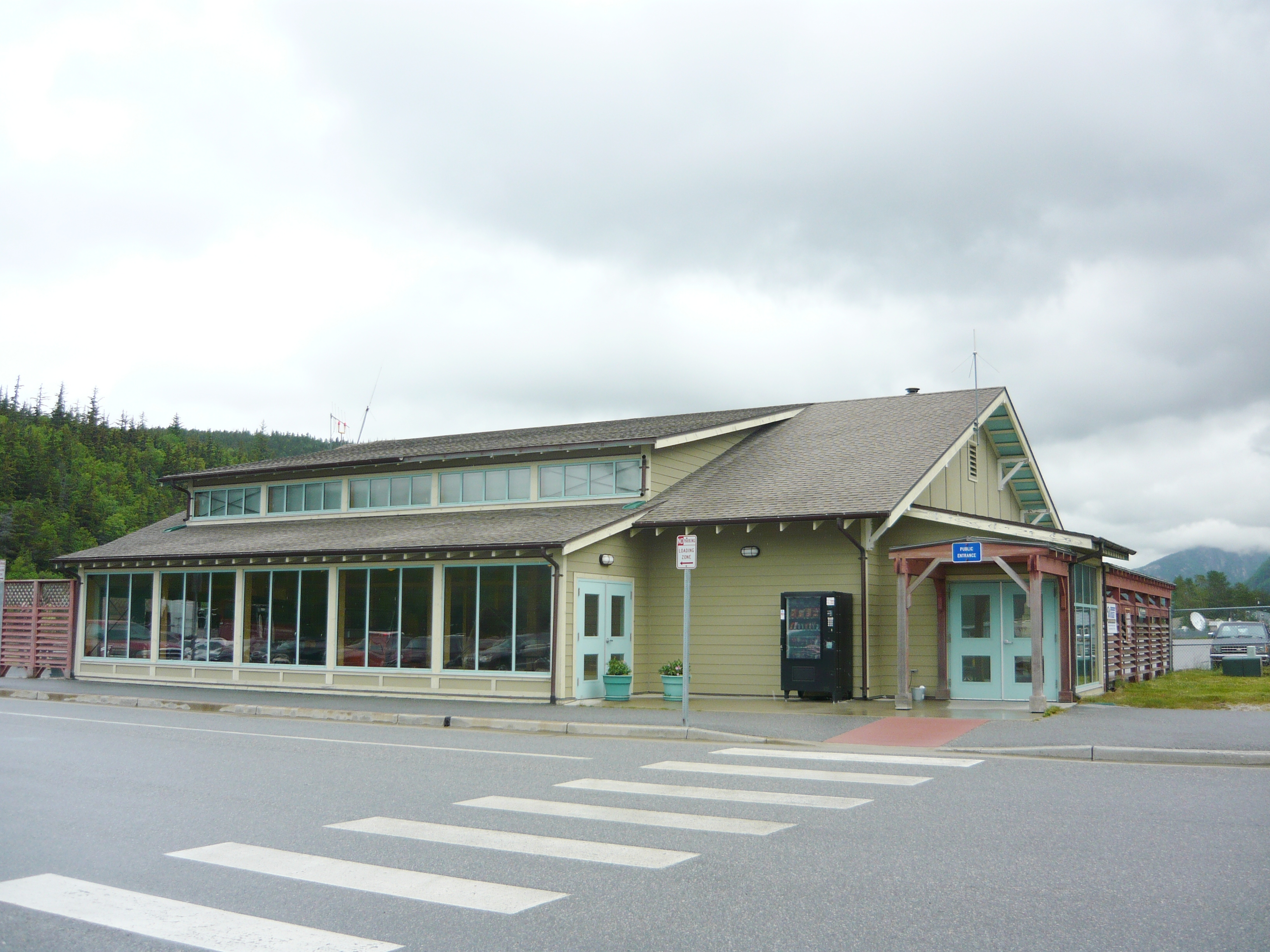
Terminal-Gebäude des Flughafens Skagway

Der Flughafen Skagway (englisch Skagway Airport, IATA-Code: SGY, ICAO-Code: PAGY) ist ein öffentlicher, durch den Bundesstaat Alaska betriebener Flughafen in Skagway.
Im Jahr 2011 zählte der Flughafen 10.727 Passagiere, womit er als primary commercial service airport galt.

## Infrastruktur
Der Flughafen hat eine Start- und Landebahn (02/20), welche asphaltiert ist und eine Fläche von 1082 × 23 Metern aufweist.